# Frank Hurley
Frank Hurley (Sydney, 15 oktober 1885 - aldaar, 16 januari 1962) was een Australisch fotograaf.

## Biografie
In 1908 leerde hij de ontdekkingsreiziger Douglas Mawson kennen. Hurley nam deel aan de Australazische Antarctische expeditie tussen 1911 en 1914 als fotograaf. In 1914 vertrok hij opnieuw op expeditie naar Antarctica: de Endurance-expeditie met Ernest Shackleton. De Endurance zonk. De expeditieleden dienden maandenlang te overleven op het onherbergzame Elephanteiland.
Na de expeditie was hij actief als oorlogsfotograaf, onder meer aan het Westfront. Ook tijdens de Tweede Wereldoorlog werkte hij als oorlogsfotograaf. 
Hurley maakte ook documentaires. In 1921 maakte hij de documentaire Pearls and Savages over de mensen in Papoea-Nieuw-Guinea en Straat Torreseilanden. Vanaf 1926 was hij ook actief als filmregisseur. In 1941, op de 14de Oscaruitreiking werd hij genomineerd voor een Academy Award voor zijn kortfilm Sagebrush and Silver.
Hurley overleed in 1962 op 76-jarige leeftijd.

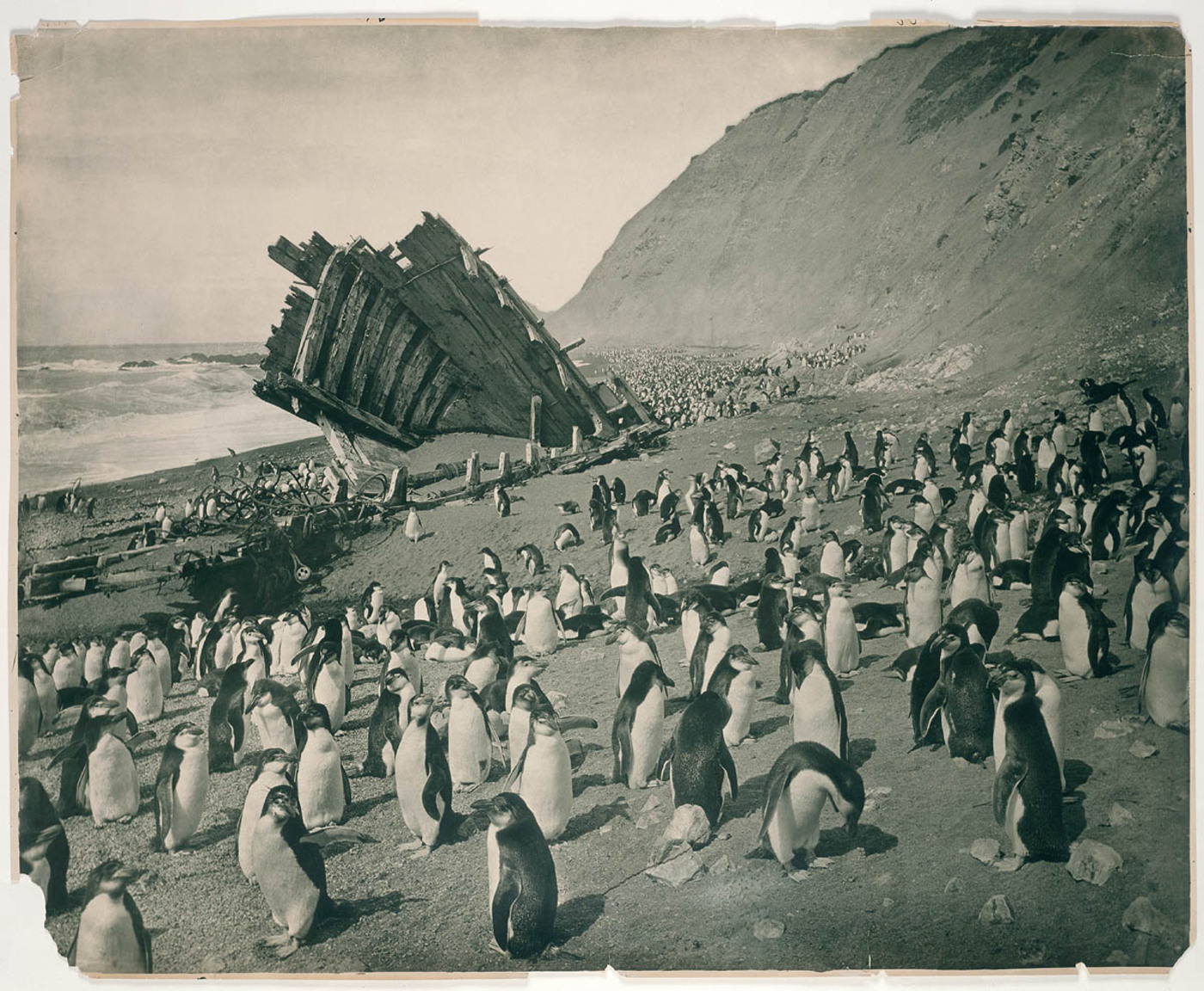
Het wrak van de Gratitude (1911)
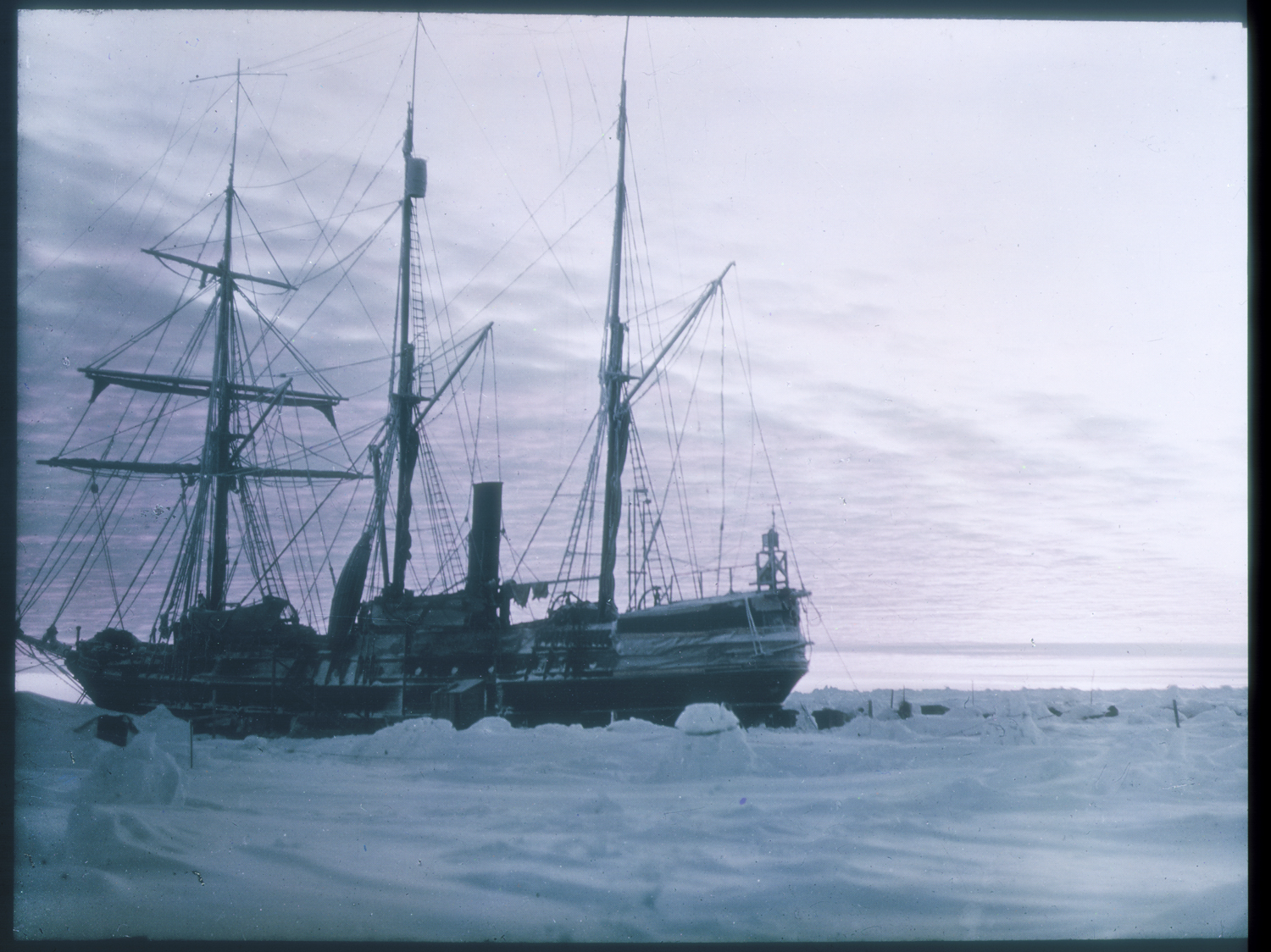
Endurance in Antarctica (1915)
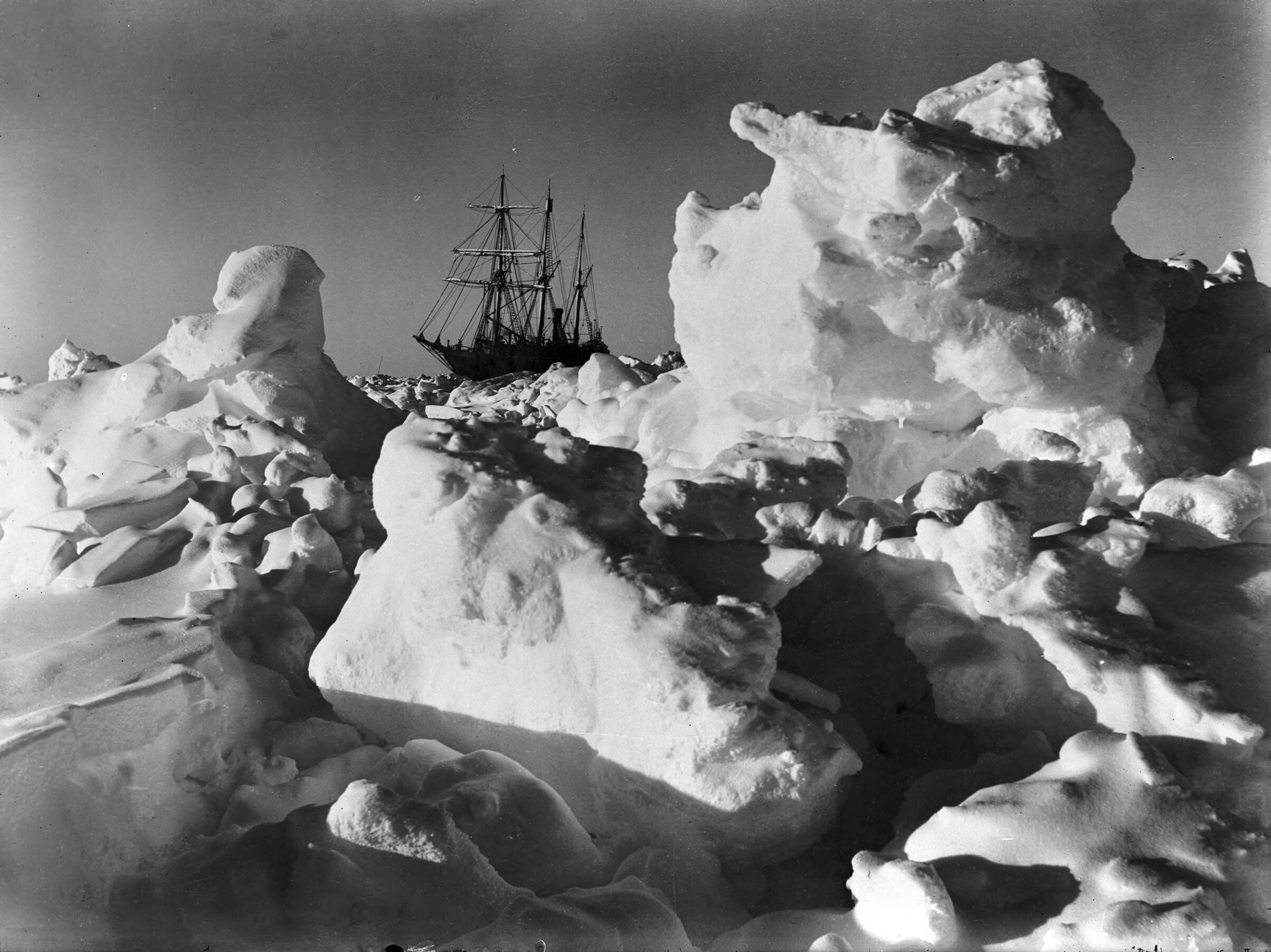
De Endurance in pakijs (1915)
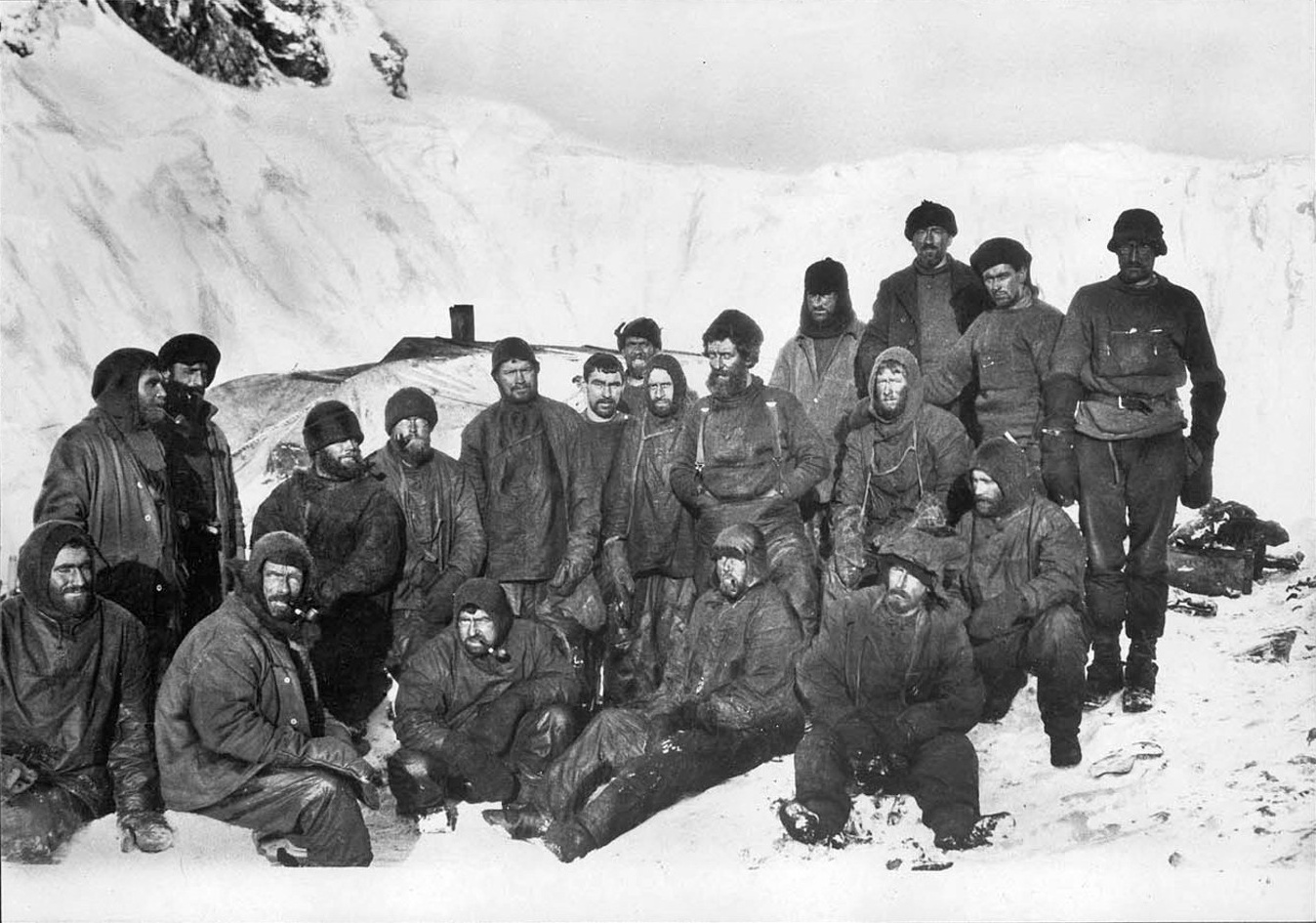
Op Elephanteiland (1916)
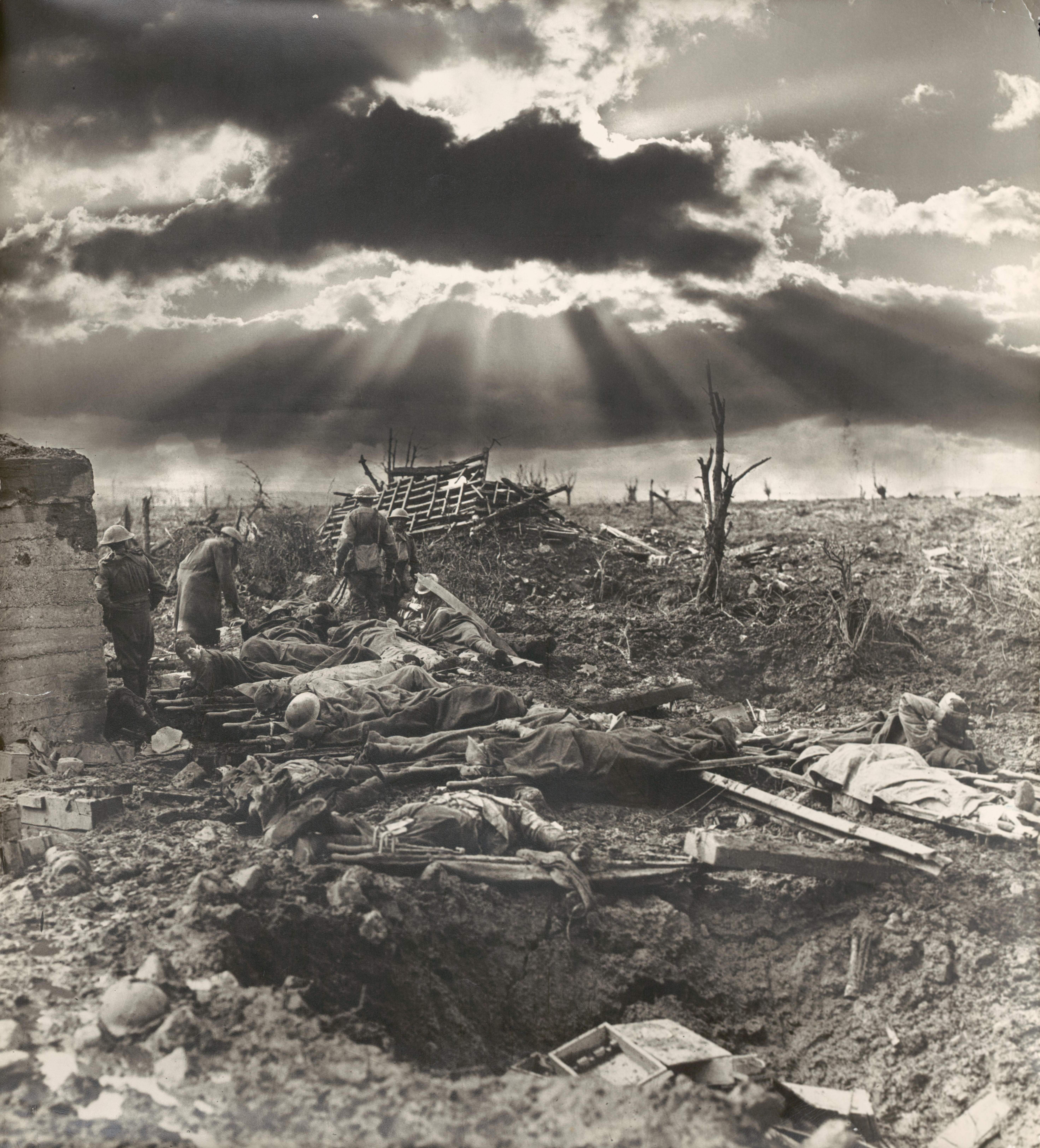
Passendale in de Eerste Wereldoorlog (1917)

- Australian Dictionary of Biography: hurley-james-francis-frank-6774
- Art Gallery of South Australia: 6091
- Bibsys: 90655232
- Biblioteca Nacional de Chile: 000212964
- Biblioteca Nacional de España: XX4665421
- Bibliothèque nationale de France: cb134994174 (data)
- CiNii: DA03722985
- Dictionary of Australian Artists: frank-hurley
- Stuttgart Database of Scientific Illustrators 1450–1950: 3635
- Gemeinsame Normdatei: 118863789
- International Standard Name Identifier: 0000 0001 2127 5183
- KulturNav: 84b6f165-5dfe-49d6-96d4-267eb93ec955
- Library of Congress Control Number: n85052816
- National Gallery of Victoria: 2246
- Nationale Bibliotheek van Tsjechië: mzk2015884877
- Nationale bibliotheek van Australië: 35215102
- Nationale Bibliotheek van Israël: 987007272000105171
- Nationale Bibliotheek van Polen: a0000002189718
- Nationale en Universitaire bibliotheek Zagreb: 000343476
- Nederlandse Thesaurus van Auteursnamen: 071050361
- PIC: 301984
- Réseau des bibliothèques de Suisse occidentale: 02-A003391507
- RKD-Nederlands Instituut voor Kunstgeschiedenis: 387125
- Russische Staatsbibliotheek: 000158607
- SNAC: w6cr65np
- Système universitaire de documentation: 050790552
- Museum of New Zealand Te Papa Tongarewa: 65535
- Trove: 486588
- Union List of Artist Names: 500123793
- Virtual International Authority File: 34613489
- WorldCat: E39PBJrrrFByCKkVJDtkDtQTHC